# Phaseolus
Phaseolus L. è un genere di piante della famiglia delle Fabacee (o Leguminose) che comprende quasi un centinaio di specie perlopiù rampicanti, tra le quali la più nota e rilevante per l'economia umana è Phaseolus vulgaris, il fagiolo comune.

## Etimologia
Benché gli antichi Greci e Romani non conoscessero il fagiolo, che è di origine americana, nondimeno la parola phaseolus è tratta da un'antica parola greca (phàselos) e latina (faselus o faseolus), che indicava un'altra leguminosa (secondo alcuni, del genere Vigna).

## Descrizione

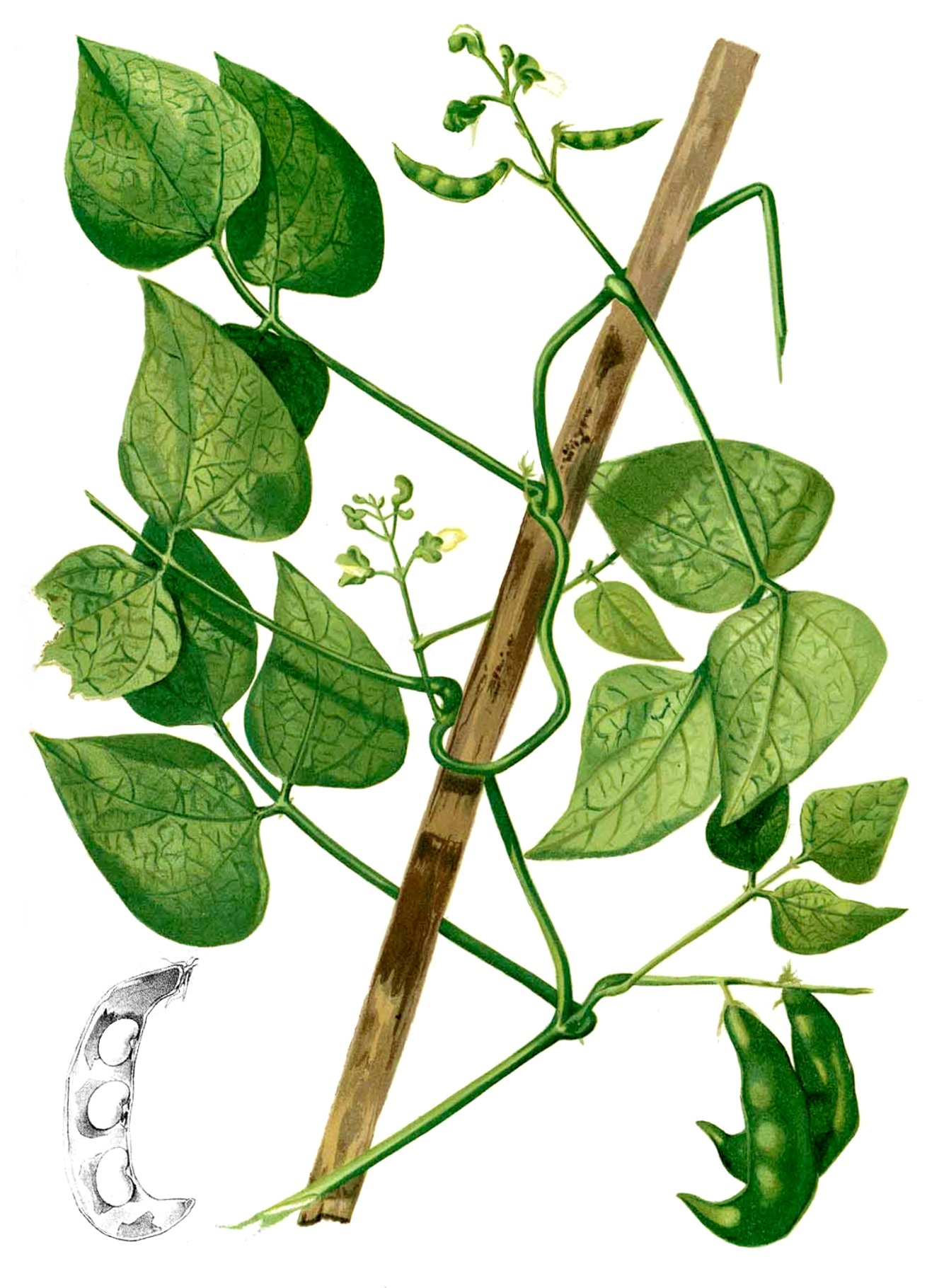
Foglie e frutti di Phaseolus lunatus

Le specie di questo genere sono in gran parte erbe annuali e hanno generalmente portamento rampicante. Esistono peraltro specie perenni e/o a portamento non rampicante (p.es. Phaseolus amblyosepalus).
Le foglie sono alterne, composte, imparipennate; generalmente sono formate da tre o cinque foglioline di forma ovale acuminata.
I fiori, irregolari a 5 petali, hanno la tipica corolla papilionacea delle leguminose e sono raccolti in infiorescenze laterali. I colori più comuni sono il bianco, il rosso, il rosa, il viola.
I frutti sono baccelli di colore verde, giallo, bruno o purpureo secondo le specie e le varietà, e contengono da 5 a 12 semi. Se non vengono raccolti, si aprono spontaneamente disperdendo i semi (frutti deiscenti).
Le radici presentano noduli che ospitano batteri capaci di fissare l'azoto atmosferico.

## Distribuzione e habitat
Allo stato selvatico, il genere Phaseolus è presente solo nella fascia tropicale e subtropicale delle due Americhe, all'incirca tra 37°N e 30°S.

## Tassonomia
Il genere Phaseolus è da sempre collocato nella famiglia delle Fabacee o Leguminose. All'interno di questa famiglia, viene tradizionalmente collocato nella sottofamiglia delle Faboidee, tribù delle Faseolee.
È considerato molto affine al genere Vigna e ad altri generi come Lablab, che in origine erano incorporati all'interno del genere Phaseolus.
Il genere comprende le seguenti specie

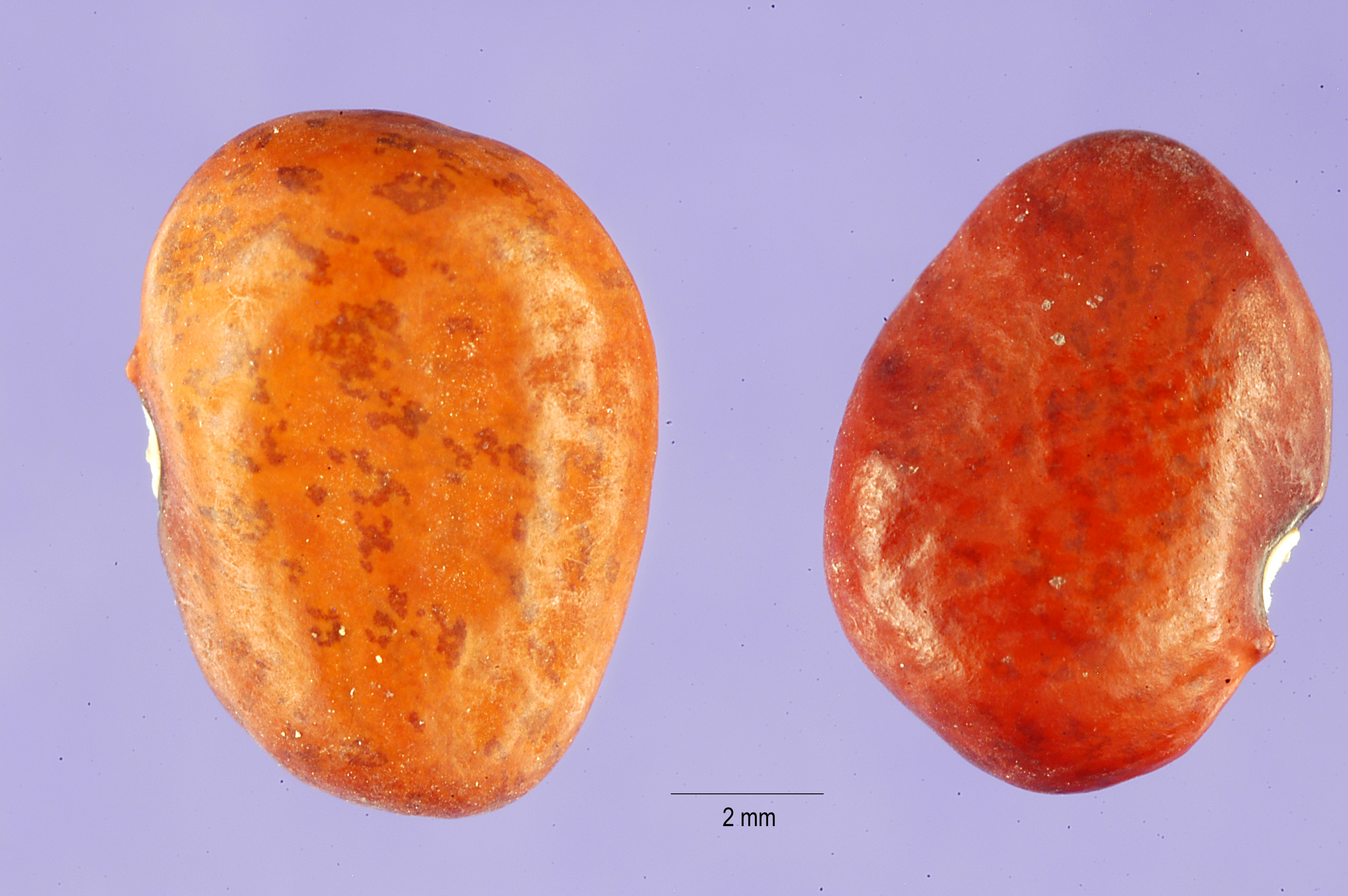
Semi di Phaseolus acutifolius

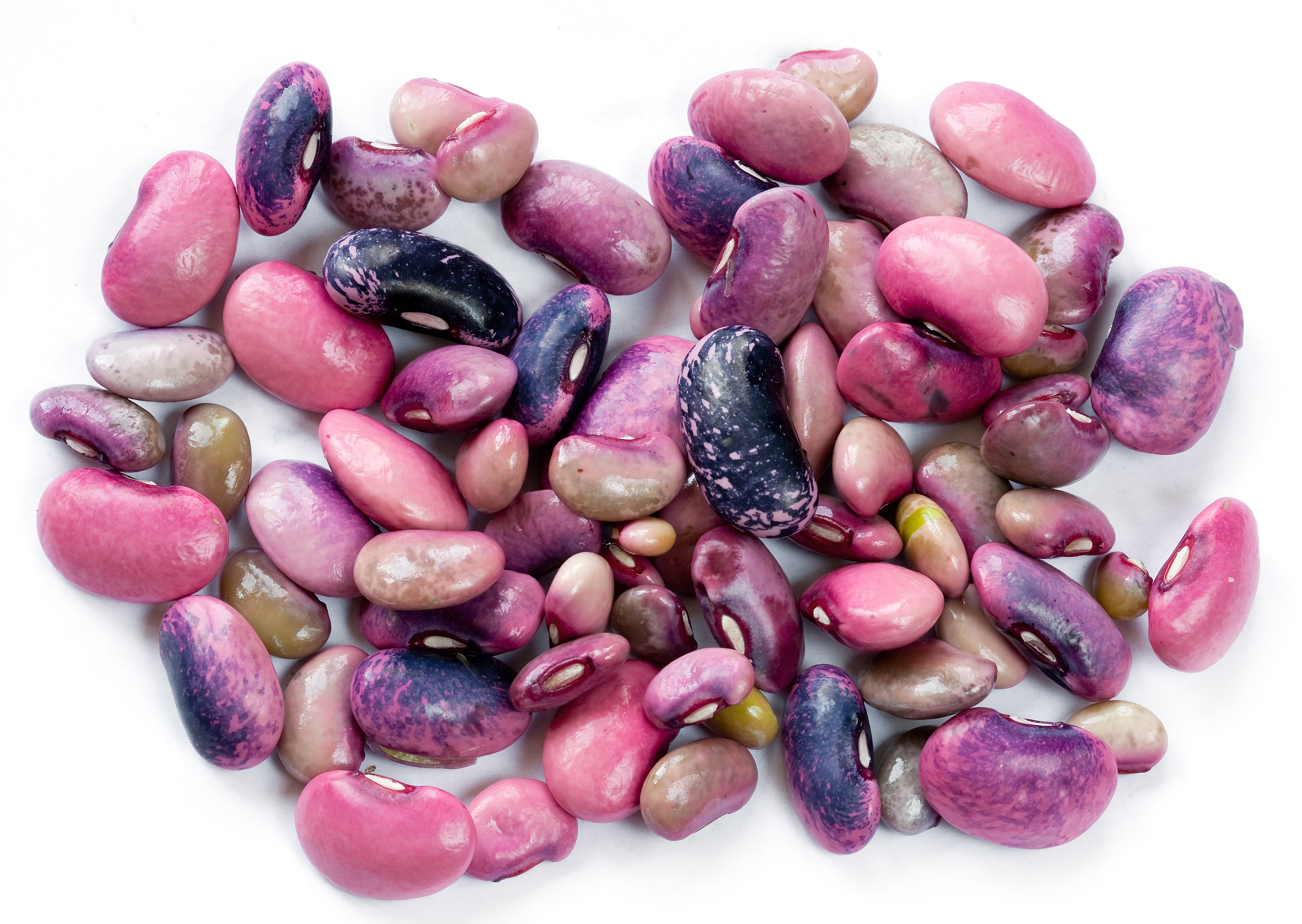
Semi di Phaseolus coccineus

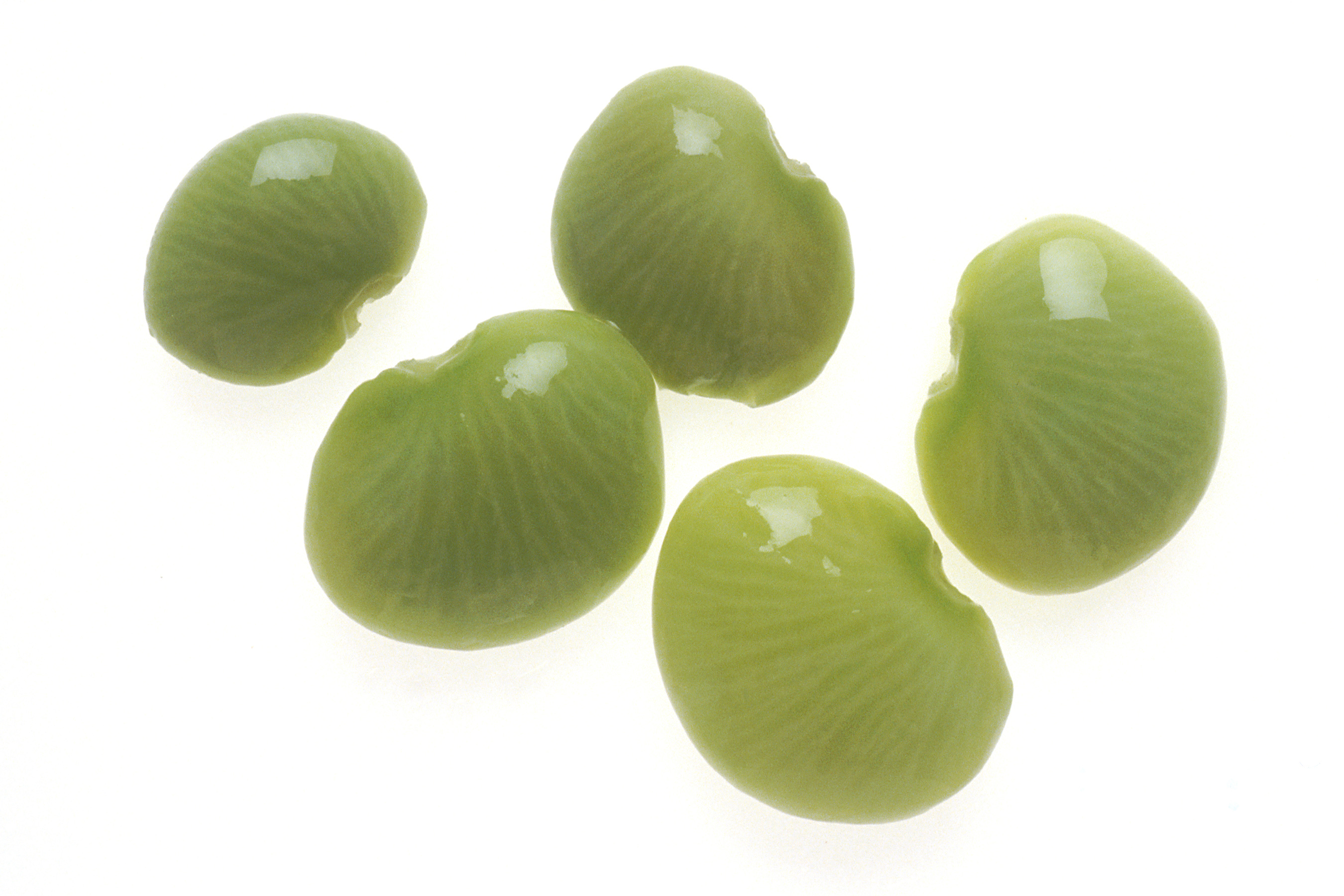
Semi di Phaseolus lunatus

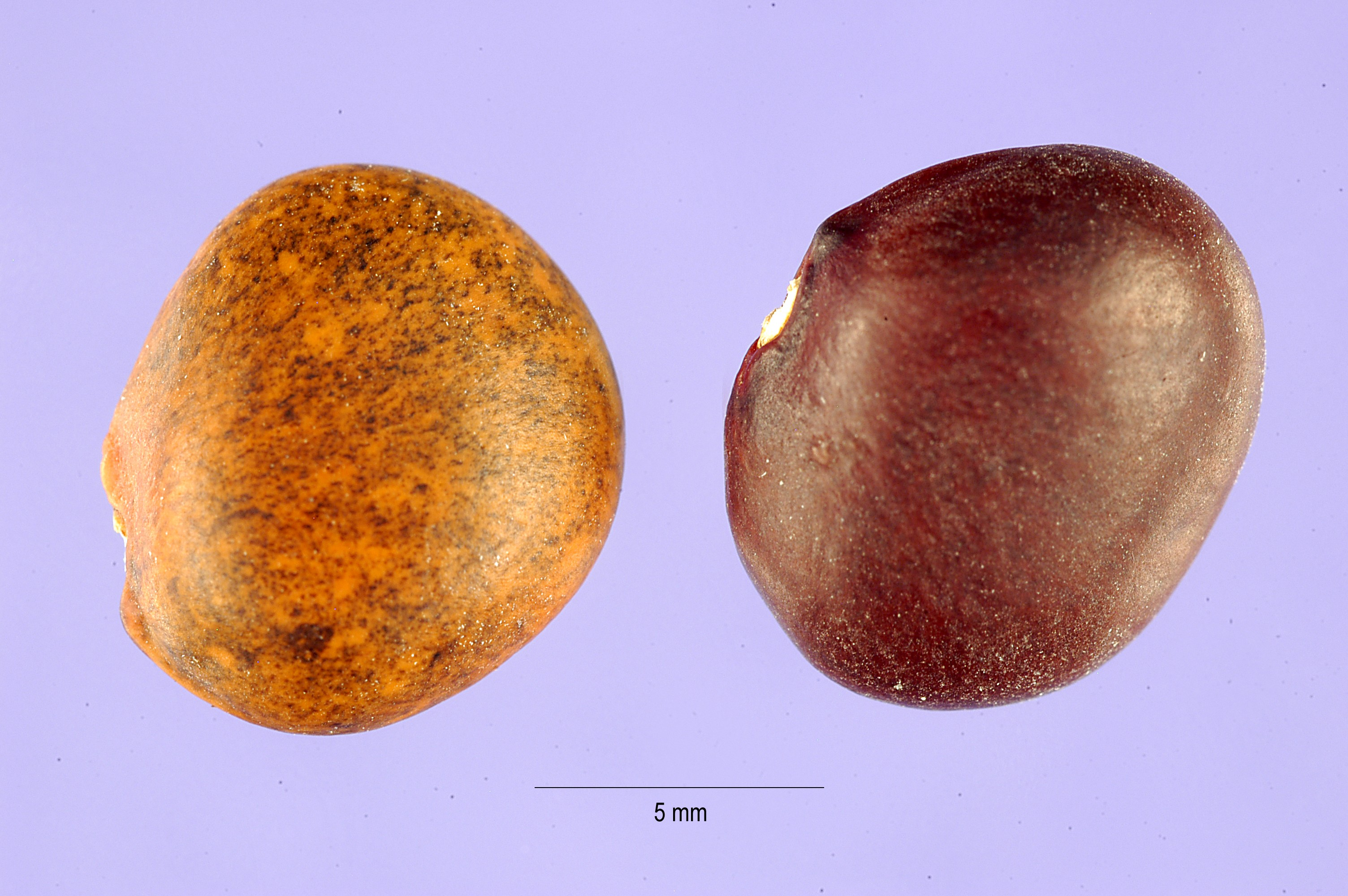
Semi di Phaseolus maculatus

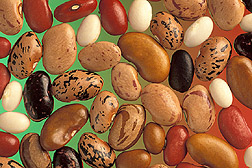
Semi di differenti varietà di Phaseolus vulgaris

- Phaseolus acinaciformis Freytag & Debouck
- Phaseolus acutifolius A.Gray
- Phaseolus albescens McVaugh ex R. Delgad. & A. Delgado
- Phaseolus albicarminus Debouck & N.Chaves
- Phaseolus albiflorus Freytag & Debouck
- Phaseolus albinerrus Freytag & Debouck
- Phaseolus albiviolaceus Freytag & Debouck
- Phaseolus altimontanus Freytag & Debouck
- Phaseolus amabilis Standl.
- Phaseolus amblyosepalus (Piper) C.V.Morton
- Phaseolus angucianae Debouck & Araya
- Phaseolus angustissimus A.Gray
- Phaseolus anisophyllus (Piper) Freytag & Debouck
- Phaseolus atomifer M.E. Jones
- Phaseolus augustii Harms
- Phaseolus campanulatus Freytag & Debouck
- Phaseolus carterae Freytag & Debouck
- Phaseolus chacoensis Hassl.
- Phaseolus chiapasanus Piper
- Phaseolus coccineus L.
- Phaseolus cochleatus Bello
- Phaseolus costaricensis Freytag & Debouck
- Phaseolus dasycarpus Freytag & Debouck
- Phaseolus debouckii A.Delgado
- Phaseolus × dumosus Macfad.
- Phaseolus esperanzae Seaton
- Phaseolus esquincensis Freytag
- Phaseolus filiformis Benth.
- Phaseolus glabellus Piper
- Phaseolus gladiolatus Freytag & Debouck
- Phaseolus hintonii Delgado
- Phaseolus hygrophilus Debouck
- Phaseolus jaliscanus Piper
- Phaseolus juquilensis A. Delgado
- Phaseolus leptophyllus G. Don
- Phaseolus leptostachyus Benth.
- Phaseolus lignosus Britton
- Phaseolus longiplacentifer Freytag
- Phaseolus lunatus L.
- Phaseolus macrolepis Piper
- Phaseolus maculatifolius Freytag & Debouck
- Phaseolus maculatus Scheele
- Phaseolus macvaughii Delgado
- Phaseolus magnilobatus Freytag & Debouck
- Phaseolus marechalii Delgado
- Phaseolus massaiensis Taub.
- Phaseolus micranthus Hook. & Arn.
- Phaseolus microcarpus Mart.
- Phaseolus mollis Hook. f.
- Phaseolus neglectus F.J. Herm.
- Phaseolus nelsonii Marechal & al.
- Phaseolus nodosus Freytag & Debouck
- Phaseolus novoleonensis Debouck
- Phaseolus oaxacanus Rose
- Phaseolus oligospermus Piper
- Phaseolus ovatifolius Piper
- Phaseolus pachyrrhizoides Harms
- Phaseolus parvifolius Freytag
- Phaseolus parvulus Greene
- Phaseolus pauciflorus Sessé & Moc. ex G. Don
- Phaseolus pedicellatus Benth.
- Phaseolus perplexus A. Delgado
- Phaseolus persistentus Freytag & Debouck
- Phaseolus plagiocylix Harms
- Phaseolus polymorphus S.Watson
- Phaseolus pulchellus Piper
- Phaseolus pyramidalis Freytag
- Phaseolus reticulatus Freytag & Debouck
- Phaseolus rosei Piper
- Phaseolus rotundatus Freytag & Debouck
- Phaseolus salicifolius Piper
- Phaseolus scabrellus Benth. ex S. Watson
- Phaseolus scrobiculatifolius Freytag
- Phaseolus sinuatus Nutt.
- Phaseolus sonorensis Standl.
- Phaseolus talamancensis Debouck & Torres Gonz.
- Phaseolus tenellus Piper
- Phaseolus teulensis Freytag
- Phaseolus texensis A.Delgado & W.R.Carr
- Phaseolus trifidus Freytag
- Phaseolus tuerckheimii Donn.Sm.
- Phaseolus unilobatus Pittier
- Phaseolus venosus Piper
- Phaseolus viridis Piper
- Phaseolus vulcanicus (Piper) Marechal & al.
- Phaseolus vulgaris L.    Phaseolus venosus Piper
- Phaseolus wrightii A.Gray
- Phaseolus xanthotrichus Piper
- Phaseolus xolocotzii Delgado
- Phaseolus zimapanensis A.Delgado

### Binomi obsoleti
Alcune specie del vecchio mondo attribuite in passato a questo genere sono oggi attribuite al genere Vigna:
- Phaseolus aureus (fagiolo indiano verde) = Vigna radiata
- Phaseolus calcaratus (fagiolo delle risaie) = Vigna umbellata
- Phaseolus mungo (fagiolo indiano nero) = Vigna mungo

## Importanza nell'alimentazione umana
I fagioli sono ricchi di proteine e sono pertanto considerati vegetali pregiati per l'alimentazione umana. D'altra parte, possiedono anche sostanze tossiche che vengono normalmente distrutte dalla cottura.
La quantità di sostanze tossiche e la loro distruzione tramite cottura variano a seconda delle specie e per questo motivo non tutte si prestano all'uso alimentare.
La coltivazione del fagiolo in senso ampio (non solo Phaseolus vulgaris) è iniziata migliaia di anni fa nella vasta area compresa tra l'Arizona e il Cile settentrionale (più esattamente, probabilmente in Perù circa 8000 anni fa con Phaseolus lunatus).
Tra le specie che sono ancor oggi coltivate per usi alimentari, menzioniamo (in base a ILDIS):
- Phaseolus acutifolius, apprezzato per la resistenza alla siccità;
- Phaseolus lunatus, che viene ancor oggi occasionalmente utilizzato per l'alimentazione umana, ma richiede una cottura prolungata per la presenza di fattori antinutritivi;
- Phaseolus vulgaris, il fagiolo comune, larghissimamente coltivato.

Alcune specie, in passato coltivate per scopi alimentari, sono oggi coltivate soprattutto per ornamento; tra queste, menzioniamo Phaseolus coccineus.